# Радзинський Станіслав Адольфович
Радзинський Станіслав Адольфович (Уейтінг-Радзінський) (друге прізвище — псевдонім) (16 березня 1889, Одеса — 31 липня 1969, Москва) — радянський російський драматург, сценарист, адвокат. Батько письменника Едварда Радзинського.
Народився в багатій єврейській родині. Закінчив знамениту Рішельєвську гімназію в Одесі та юридичний факультет Новоросійського університету (1917). Літературну діяльність розпочав 1922 р. У 20-х роках, до переїзду в Москву, редагував міську газету. Серед його друзів були Ісаак Бабель, Віктор Шкловський, Сергій Ейзенштейн і однокласник Юрій Олеша.
В 1923—1932 рр. — завідував літературним відділом Одеської кінофабрики ВУФКУ. 
За його сценаріями в Україні знято фільми: «Бенефіс клоуна Жоржа» (1928 у співавт. з В. Вальдо), «Перлина Семіраміди» (1929, у співавт. з В. Вальдо), «Гість з Мекки» (1930, у співавт. з В. Вальдо), «Вибухлі дні» (1930), «Право батьків» (1930, у співавт. з С. Рошаль та В. Строєвою), «Кармелюк» (1931, у співавт. з Ф. Самутіним), «Зореносці» (1931, у співавт. з М. Зацем), «На великому шляху» (1932).
Був членом Спілки письменників Росії. Помер 1969 р. в Москві.